# Момир Драгићевић
Момир Драгићевић — Мома (1947.) српски је дечији писац. Објавио је више књига за децу: „За коке и кликере”, „Чарапица”, „Брбљивица”, „Збрда-здола”, „Баш ме брига”, „Клик-клак”, „Школска табла”, „Јабуке у шлафроку” итд. Награђиван у више наврата, заступљен је у буквару, читанкама, лектирама и антологијама савремене поезије за децу. Члан је Удружења књижевника Србије.